# Pro Evolution Soccer
Pro Evolution Soccer – seria gier komputerowych symulujących rozgrywkę piłki nożnej wydawana od 1996 roku. Początkowo wydawana była pod nazwą International Superstar Soccer. W Japonii oraz poza Europą jest znana jako Winning Eleven.

## Historia

### Tryb 2D
Nieoficjalna historia serii rozpoczęła się w 1991 roku wyprodukowanym przez pasjonata piłki nożnej, Shingo Takatsukę (zwanego też „Seabassem”) tytułem Konami Hyper Soccer przeznaczonym na konsole NES, której sprzedaż z powodu realistycznego systemu gry szybko przerosła małe oczekiwania japońskich producentów. Nie była więc częścią serii, ale przyczynkiem do jej powstania. Rozegrać można było mecz jedynie drużynami państwowymi i bez licencji. Obecnie gra udostępniona jest na licencji abandonware.
Trzy lata później światło dzienne ujrzała kolejna produkcja, zatytułowana International Superstar Soccer na konsole SNES, po roku poprawka do niej – ISS Deluxe. Charakterystyczne było to, iż poszczególne postacie różniły się tutaj jedynie kolorem fryzury, więc nie można było ich rozpoznać.
Te dwie gry zaczynały stawać się coraz bardziej popularne, podjęto więc decyzję o przeniesieniu serii na konsole nowej generacji – PlayStation. Pracę nad kolejnymi częściami serii zlecono Takatsudze.

### Winning Eleven
Winning Eleven to nazwa serii gier piłkarskich wydawanych w Japonii, Azji Południowo-Wschodniej i USA. Od niej po przeniesieniu następców Konami Hyper Soccer na konsole PlayStation zaczęła się oficjalna historia. Studio Konami Tokyo (KCEJ) w 1994 roku jeszcze na konsole NES wyprodukowało dwie wersje gry: J-League Winning Eleven przeznaczoną dla rynku azjatyckiego, w której występowała pełna licencjonowana liga japońska J-League; oraz przeznaczoną na rynek amerykański, nielicencjonowaną International Winning Eleven. Były one odpowiednikami europejskiej ISS (późniejszego PESa), na którą konwertowano amerykańską wersję z niewielkimi zmianami.
W 1995 roku obie gry skonwertowano na PSX. Od tego czasu KCEJ produkowało kolejne wersje (najczęściej na konsolach firmy Sony), wnoszące nowe zmiany do rozgrywki. Obecnie amerykańska wersja jest połączona z europejską i nazywa się Winning Eleven: Pro Evolution Soccer.

### ISS
Oficjalna historia cyklu europejskiego rozpoczęła się w 1996 roku, wraz z wydaniem pierwszej trójwymiarowej części serii ISS. Konami zaczęło produkować po jej sukcesie kolejne części, wnoszące niewielkie zmiany do rozgrywki. Dużą zmianę przyniosła dopiero trójwymiarowa International Superstar Soccer 98 na PS i Nintendo 64, która została wyjątkowo ciepło przyjęta przez graczy z powodu zmienionego silnika fizyki, zwiększonych opcji taktycznych itp. W grze tej również pierwszy raz w historii gier piłkarskich pojawiła się możliwość kupowania ukrytych przez programistów dodatków za punkty zebrane w wygranych meczach. Nadal nazwiska graczy były nieprawdziwe.

### Pro Evolution Soccer
Pierwszy raz, nazwa (choć niepełna, brzmiąca ISS Pro Evolution), pod którą obecnie znany jest w Europie piłkarski produkt Konami, pojawiła się w 1999, 23 marca 2001 roku gra doczekała się następcy w postaci ISS Pro Evolution 2, natomiast 23 października 2001 miała miejsca premiera gry nazwanej już Pro Evolution Soccer. Z powodu bardziej dopracowanej grafiki, niektórzy zaczęli tę grę porównywać z konkurencyjnym produktem – FIFA.
| Tytuł                                     | Data wydania w Europie | Data wydania w Polsce    |
| ----------------------------------------- | ---------------------- | ------------------------ |
| Pro Evolution Soccer (Winning Eleven 5)   | 23 listopada 2001      | brak oficjalnego wydania |
| Pro Evolution Soccer 2 (Winning Eleven 6) | 25 października 2002   | brak oficjalnego wydania |
| Pro Evolution Soccer 3 (Winning Eleven 7) | 24 października 2003   | 11 grudnia 2003          |
| Pro Evolution Soccer 4 (Winning Eleven 8) | 15 października 2004   | 9 grudnia 2004           |
| Pro Evolution Soccer 5 (Winning Eleven 9) | 2 października 2005    | 18 listopada 2005        |
| Pro Evolution Soccer 6                    | 2 października 2006    | 17 listopada 2006        |
| Pro Evolution Soccer 2008                 | 13 września 2007       | 17 listopada 2007        |
| Pro Evolution Soccer 2009                 | 17 października 2008   | 17 października 2008     |
| Pro Evolution Soccer 2010                 | 23 października 2009   | 23 października 2009     |
| Pro Evolution Soccer 2011                 | 20 października 2010   | 20 października 2010     |
| Pro Evolution Soccer 2012                 | 27 września 2011       | 27 września 2011         |
| Pro Evolution Soccer 2013                 | 20 września 2012       | 20 września 2012         |
| Pro Evolution Soccer 2014                 | 19 września 2013       | 19 września 2013         |
| Pro Evolution Soccer 2015                 | 13 listopada 2014      | 13 listopada 2014        |
| Pro Evolution Soccer 2016                 | 17 września 2015       | 17 września 2015         |
| Pro Evolution Soccer 2017                 | 15 września 2016       | 15 września 2016         |
| Pro Evolution Soccer 2018                 | 14 września 2017       | 14 września 2017         |
| Pro Evolution Soccer 2019                 | 30 sierpnia 2018       | 30 sierpnia 2018         |
| eFootball Pro Evolution Soccer 2020       | 10 września 2019       | 10 września 2019         |
| eFootball Pro Evolution Soccer 2021       | 15 września 2020       | 15 września 2020         |
| eFootball 2022                            | 30 września 2021       | 30 września 2021         |
| eFootball 2023                            | 25 sierpnia 2022       | 25 sierpnia 2022         |

#### Pro Evolution Soccer 1
W październiku 2001 roku ukazał się na konsolach PlayStation i (ze znacznym opóźnieniem) PlayStation 2 PES1, który był znacznym krokiem postępowym w serii. Zmieniono nie tylko oprawę graficzną (zwłaszcza w wersji na PS2) i dźwiękową (komentarz Chrisa Jamesa i Terry’ego Butchera dla języka angielskiego – już od ISS 98 istnieje 5-językowy komentarz), ale również model rozgrywki. Wprowadzono techniczne poprawki do opcji dryblingu i sprintu. Konami uzyskało licencję FIFPro oraz Umbro, dzięki czemu w grze mogły się pojawić pierwsze prawdziwe nazwiska i twarze (m.in. Zinédine Zidane, Roberto Carlos, David Beckham) niektórych zawodników oraz niektóre stroje bliskie prawdziwym. Wprowadzone zostało też 5-gwiazdkowe stopniowanie trudności.
W grze występują 54 reprezentacje (w tym reprezentacja Polski) oraz 16 klubów.

#### Pro Evolution Soccer 2
14 listopada 2002 roku światło dzienne ujrzała kolejna odsłona serii, która, wydana w USA jako World Soccer Winning Eleven 6 International, szybko zyskała uznanie recenzentów. Mecz uległ przyspieszeniu, zawodnicy szybciej zaś reagowali na polecenia gracza. Dodano też edytor drużyn i graczy, który umożliwiał wprowadzenie przez gracza poprawek w licencji. Doceniono również nowy model fizyki, czyniący lot piłki realistycznym, a także mnogość zagrań i płynną animację zawodników. Krytykowano natomiast dominującą w grze muzykę techno.
Para komentatorska zamieniona została na Petera Brackleya i Trevora Brookinga. Dodano również tryb treningu oraz opcję Master League, podobny tryb „Kariery”, czyli prowadzenia zespołu także jako menedżer, a nie tylko trener zastosowano także w serii FIFA.
Zmianie nie uległy licencje, których tak jak w poprzedniej części było niewiele. Na przykład zamiast reprezentacji Holandii byli Oranges. Dodatkowo, w przeciwieństwie do poprzedniej części, w której z powodu braku licencji zastępowano nazwy klubów miastami, w których się znajdowały (np. Manchester United – Manchester, Real Madryt – Madrid), wprowadzono inne nazewnictwo. Było ono zmyślone – np. Manchester United nazwano Aragon, Liverpool stał się klubem Europort itd.
W ścieżce dźwiękowej znajdowały się dwa przeboje zespołu Queen: „We Will Rock You” oraz „We are the Champions”.
Liczba drużyn była taka sama jak w poprzedniej części.

#### Pro Evolution Soccer 3
Część trzecia, wydana w listopadzie 2003 roku, była pierwszą, która ukazała się w wersji na komputery osobiste PC. Spowodowała ona spór porównawaczy między FIFĄ a PESem, gdyż FIFA Football 2004 zebrała niższe oceny wśród recenzentów niż PES 3, a wielu dawnych fanów FIFY przeszło na stronę produkcji Konami.
W grze zmieniono całkowicie silnik graficzny i fizykę rozgrywki, które stały się głównym powodem chwalenia przez graczy. Gruntownie przebudowano szkielety zawodników oraz ich animacje. Zostały wprowadzone takie drobiazgi jak ubiór kibiców na dane warunki atmosferyczne czy liczba kibiców na trybunach uzależniona od postępów gracza. Wprowadzono przywilej korzyści i usprawniono system sędziowania. Dodatkowo dodano szóstą gwiazdkę i poprawiono tryb Master League, dzieląc kluby na cztery dywizje.
Konwersja z PlayStation 2 na PC nie była natomiast dokładna – zamiast klawiszy widoczne były przyciski pada, co utrudniało sterowanie klawiaturą. Ustawienia grafiki nie były wkomponowane w silnik gry. Konsekwencją konwersji bezpośredniej były też brak trybu wieloosobowego poprzez Internet (istniał jedynie tryb hotseat) – której pozbawiony nie był konkurent, FIFA – oraz niezoptymalizowany silnik, co spowodowało, że wymagania sprzętowe były wysokie.
Konami podpisało podczas tworzenia PESa 3 umowę z Adidasem, co pozwoliło wprowadzić stroje tej firmy do gry. Zakupiono też kilka nowych licencji, dzięki czemu rozgrywkę można było prowadzić większą liczbą prawdziwych zespołów (ale głównie reprezentacji narodowych – klubów licencjonowanych było jedynie kilka na 64 dostępne, m.in. AS Roma). Nadal biedna była ilość prawdziwych nazwisk i twarzy piłkarzy.
Na okładce „trójki” pojawił się włoski sędzia Pierluigi Collina, który jednak nie występuje w samej grze.
W grze występuje 65 reprezentacji narodowych i 64 kluby.

#### Pro Evolution Soccer 4
Czwarta część serii, najbardziej dynamiczna gra piłkarska obok Sensible Soccera i Kick Off, uznawana przez fanów i recenzentów za najlepszą z serii, wyszła wczesną zimą 2004 roku. Pierwszy raz Konami postarało się o w pełni licencjonowane ligi (tj. prawdziwe nazwy klubów, stroje, loga, nazwiska zawodników, twarze). Są to: Eredivisie, Serie A i Primera División. Dodatkowo dla trzech innych lig: niemieckiej, angielskiej i francuskiej zakupiono licencję na prawdziwe nazwiska zawodników. Zwiększono również liczbę klubów istniejących w Master League z 64 do 128. Sam tryb rozbudowano – teraz można było grać klubami w prawdziwych składach.
W kwestii rozgrywki poprawiono też sztuczną inteligencję przeciwnika komputerowego, który dostosowywał styl gry do taktyki gracza, i zmieniono sposób wykonywania rzutów wolnych. Wprowadzony też został system morale, warunkujący formę zawodników, oraz wskaźnik zmęczenia. Ograniczono również występowalność kłopotliwych zagrań ręką, często odgwizdywanych w poprzedniej części wskutek błędów gry. Krytyce zaś podlegała łatwość przedostawania się pod pole karne przeciwnika oraz tradycyjnie interfejs (w wersji na PC). Zmieniony został również edytor, dzięki któremu teraz można było tworzyć zupełnie nowych graczy (a nie tylko edytować istniejących). Udostępniono też dla grających na PC użytkowników tryb wieloosobowy, pozwalający zagrać mecze w sieci lokalnej oraz Internecie.
Dodatkowo w grze wystąpiły trzy ligi nielicencjonowane: Bundesliga, Ligue 1 i Premiership (liczba klubów występujących w grze wzrosła zatem do 128). Ciągle występowały natomiast przekłamania w nieaktualnych składach reprezentacji: reprezentację Serbii i Czarnogóry twórcy nazwali „Yugoslavia”, mimo że jugosłowiańskie państwo zmieniło nazwę już w 2002 roku; Australię umieszczono wśród azjatyckich reprezentacji, zaś Korea Południowa została po prostu nazwana „Korea”. Na okładce widnieją Pierluigi Collina, Thierry Henry oraz Francesco Totti.
Edycja na PlayStation 2 sprzedała się w 1,5 miliona egzemplarzy.

#### Pro Evolution Soccer 5
W piątej części europejskiej serii zmianie uległa przede wszystkim rozgrywka. Inteligencja przeciwnika nieco wzrosła – zawodnicy dużo mądrzej ustawiali się w polu karnym, co podniosło zdecydowanie poziom trudności – ale zarazem doszło do sytuacji, w której łatwiej było strzelać na najwyższym poziomie trudności, niż na średnim (na pięciu i sześciu gwiazdkach sztuczna inteligencja zaczyna nieco śmielej atakować, odsłaniając tym samym własną bramkę). Pretensjonalne stało się zachowanie sędziego, niewłaściwie odgwizdującego spalone i nieodgwizdującego np. wyłapań piłki przez bramkarza poza polem karnym. Poza tym strzelenie bramki nie wymagało już takich umiejętności, jak przedtem. Ulepszono też nieco Master League (odpowiednik kariery w FIFIE).
Konami postarało się o indywidualizację niektórych – bardzo znanych – zawodników, dodając im unikatowe triki – znaki rozpoznawcze, a także unikalne sposoby cieszenia się po zdobyciu gola. Licencja objęła dodatkowo kilka klubów angielskich, m.in. Arsenal i Chelsea. W oprawie graficznej wprowadzono drobiazgi, takie jak mecze zimowe oraz parę wydychaną przez zawodników podczas tych meczów.
Na okładce pojawili się Thierry Henry i John Terry.

#### Pro Evolution Soccer 6
Szósta część serii wyszła w Polsce 27 października 2006. Zmieniono rozgrywkę, na co złożyły się drobne modyfikacje systemu podań, strzałów, dośrodkowań (łatwiej było strzelić bramkę z dystansu niż z bliska), a także zmodyfikowano działanie sędziów. Spadła natomiast dynamika gry, co było spowodowane nowym silnikiem fizycznym, utrudniającym celny strzał bądź podanie z niemożliwych fizycznie pozycji.
Największą zmianą na polskim rynku był fakt, że grę całkowicie spolszczono. Poczynania zawodników na boisku komentuje duet Roman Kołtoń i Mateusz Borek, choć jakość tłumaczenia podlegała krytyce. Poza tym poprawie uległa grafika.
Licencja wzbogaciła się o ligę francuską, kilka drużyn narodowych, kilka klubów niemieckich (np. Bayern Monachium) oraz pokaźny pakiet klubów nienależących do żadnej z 6 lig występujących w grze (odpowiednik Reszty świata z FIFY). Nastąpiła natomiast degradacja niektórych oryginalnych nazw klubów i stadionów, np. przepadła licencja na klub Chelsea F.C. oraz monachijski stadion Allianz Arena. Wyjątkowo Mistrzostwa Świata wzbogaciły się o etap eliminacji.
Wersja na Xboxa 360 zyskała poprawioną w stosunku do wersji na PS2 i PC grafikę.
Na okładkach w poszczególnych krajach wystąpili:
- Wielka Brytania – John Terry i Adriano
- Francja – Thierry Henry i Didier Drogba
- Hiszpania – Adriano i Cesc Fabregas
- Niemcy – Adriano i Roque Santa Cruz
- Australia – John Aloisi i Miroslav Klose
- Polska – Maciej Żurawski i Adriano
- Czechy – Didier Drogba i Lucas Pezzini Leiva

#### Pro Evolution Soccer 2008
Siódma z kolei część europejskiej serii o piłce nożnej ujrzała światło dzienne na świecie 26 października 2007. Dodano technologię Teamvision znacznie usprawniającą działanie sztucznej inteligencji, co zmniejszyło prawie całkowicie (problem występował nadal przy rzutach rożnych) przewidywalność akcji rozgrywanych przez AI i dając komputerowi możliwość rozpracowywania taktyki gracza po kilku jego powtarzających się akcjach.
Grafika została znacznie poprawiona na PC-tach i konsolach nowej generacji – stadiony, piłki, zawodnicy, oświetlenie i cienie zostały znacznie dopracowane, dodatkowo dodano filtry zmiękczające obraz. Znacznie to podwyższyło jednak wymagania sprzętowe, dodatkowo w next-genowych wersjach na PlayStation 3 i Xboxa 360 występowały problemy z wyświetlaniem obrazu – na PS3 zabrakło wygładzania krawędzi (nie wykorzystała w pełni możliwości telewizorów w rozdzielczości HD), zaś na X360 przy większej liczbie zawodników gra zwalniała wyraźnie. Natomiast jedynie w wersji current-gen na PlayStation 2 pozostał sklepik fanowski. Zmieniona została całkowicie ścieżka dźwiękowa składająca się z kilkudziesięciu dopasowanych do klimatu gry utworów różnych gatunków, a nie – jak w poprzednich częściach – z improwizacji w stylu muzyki klubowej.
Poważną wadą były obciążenia występujące na serwerach internetowych, zarówno na PC, jak i na Xboxie 360.
Innymi zmianami są możliwość markowania faulu, poprawki w sposobie podawania i strzelania (m.in. podania na dochodzenie są precyzyjniejsze, a strzały z bliska do bramki nie mogą już być przestrzelone jak w „szóstce” z powodu zwolnienia tempa napełniania się paska siłomierza), trybie Master League i zachowaniu sędziów oraz poszerzenie licencji (m.in. kluby Tottenham i Newcastle w lidze angielskiej oraz pakiet do reszty świata, m.in. z Wisłą Kraków). Tempo rozgrywki jest bardziej dynamiczne niż w „szóstce”; dodany został także tryb World Tour będący odpowiednikiem trybu wyzwań w FIFIE.
Na okładkach wystąpili:
- Wielka Brytania – Cristiano Ronaldo i Michael Owen
- Francja – Cristiano Ronaldo i Didier Drogba
- Australia – Cristiano Ronaldo i Lucas Neill
- Niemcy – Cristiano Ronaldo i Jan Schlaudraff
- Polska – Cristiano Ronaldo i Michael Owen

#### Pro Evolution Soccer 2009
Ósma część europejskiej serii o piłce nożnej ukazała się 17 października 2008. W tej części gry rozgrywka została nieznacznie usprawniona. Ulepszono system Teamvision oraz zwiększono aktywność drużyn kierowanych przez komputer, który na dodatek dynamicznie dostosowywał się do taktyki gracza. Trudniejsze natomiast stało się ominięcie komputerowych obrońców, co ograniczało możliwości zagrań. Nie poprawiono natomiast błędów związanych z podaniami. Oprócz tradycyjnych usprawnień związanych z fizyką gry zaimplementowano nowe tryby rozgrywek: UEFA Champions League (licencjonowane zespoły Ligi Mistrzów, hymn, oprawa) oraz tryb „Become a Legend”, w którym, podobnie jak w trybie „Be a Pro” w serii FIFA, można przejąć kontrolę nad wybranym graczem w czasie jego całej kariery, ale jest on trudniejszy niż konkurencyjny.
Na okładce gry widnieje Lionel Messi.

#### Pro Evolution Soccer 2010
Kolejna gra z europejskiej serii ukazała się 23 października 2009 roku. Kluczową w niej zmianą jest znaczące ulepszenie trybu Master League. Wprowadzono takie zmiany jak prawdziwa waluta, przydzielanie zawodnikom terminarzy treningowych, podpisywanie umów ze sponsorami itp. Zintegrowano też z tym nowy turniej Ligi Europy. Wprowadzono również system kart, który determinuje zachowanie piłkarzy na boisku oraz ich styl gry.
Na okładce gry widnieją Lionel Messi i Fernando Torres.

#### Pro Evolution Soccer 2011
W przedstawianej części autorzy postawili na nowe rozwiązania, odcinając się od elementów, które wcześniej charakteryzowały PES-a.
PES 2011 oferuje m.in. nowe tryby rozgrywki – do Become a Legend, Master League czy Ligi Mistrzów dołączyły również puchar Copa Libertadores oraz Master League Online, czyli opcja budowania i kierowania zespołem w rozgrywkach sieciowych. Niewiele zmieniło się natomiast w aspekcie licencji – w pełnym składzie występują jedynie ligi francuska i holenderska.
W kwestii mechaniki: rewolucję przeszedł system podań. Podczas gdy wcześniej PES wymagał jedynie naciśnięcia odpowiedniego guzika i wskazania strony, w którą ma zostać podana piłka, w Pro Evo 2011 gracz musi precyzyjnie określić zarówno kierunek, jak i siłę, z jaką zawodnik kopnie futbolówkę. W ten sposób twórcy umożliwili graczom dokładniejsze dogrania do partnerów, a zarazem nadali rozgrywce bardziej swobodny charakter.
Kolejne modyfikacje dosięgły opcji taktycznych, gdzie poza wyborem składu i ustawienia drużyny można też wydawać jej instrukcje (np. agresywny pressing, zastawianie pułapek ofsajdowych) oraz przyporządkowywać osobne strategie do poszczególnych faz meczu i konkretnego wyniku (np. nakazać zawodnikom, by w przypadku remisu ostatni kwadrans gry przeznaczyli na frontalny atak).
Prócz tego autorzy wzbogacili PES-a o nowe animacje (m.in. rozpędzających się stopniowo piłkarzy), jak również poprawili wygląd sportowców oraz aren, na których toczą zmagania. Poza tym gra posiada również edytor stadionów oraz sklepik z nagrodami, w którym można zaopatrzyć się w ciekawe gadżety (np. piłki w kształcie cukierków lub beczek).
Na okładce gry widnieje Lionel Messi.

### Pro Evolution Soccer Management
Zaliczany do serii menedżer piłkarski, przeznaczony tylko na konsole PlayStation 2, miał zdaniem Konami rywalizować z produktami takimi jak Football Manager, Championship Manager, a w szczególności z FIFĄ Manager konkurencyjnego EA Sports. Gracz jako trener-menedżer ma do dyspozycji prowadzenie jednej z sześciu lig europejskich. Jednak, tak jak w PES-ie 5, tylko trzy są licencjonowane, co zraziło znaczną część graczy przyzwyczajonych do obecności licencji wszystkich ważniejszych lig nawet w budżetowych menedżerach piłkarskich.
Gracz może skorzystać z pomocy trenera szkolącego piłkarzy, trzech skautów wyszukujących piłkarzy oraz asystentki podsumowującej miesiąc. Zabrakło standardowej w menedżerach możliwości rozbudowywania stadionu, ustalania cen biletu czy wyboru sponsorów. Dodano też epizodyczne możliwości rozmowy z piłkarzami, szefem czy udzielania wywiadów.
Zamiast najważniejszych w tego typu grach opcji menedżerskich postawiono na odwzorowanie meczów. Ich odtwarzanie bazuje na silniku PESa 5 i mecze taktyczne wyglądają tak jak w tamtej produkcji Konami. Dopracowano, w przeciwieństwie do FIFY Manager 06 (w której też próbowano odtwarzać mecze na silniku zwykłych gier FIFA), animacje. Zdarzają się jednak błędy techniczne i niedomagania AI. Z PESa 5 zapożyczono też duże możliwości taktyczne, co jednak uczyniło pod względem możliwości tę grę zbliżoną do trybu Master League z PESa. Skutkiem były bardzo niskie oceny od recenzentów i niechęć Konami do ewentualnego kontynuowania autorskiej serii menedżerów.

#### Pro Evolution Soccer 2018
Pro Evolution Soccer 2019
Jest to pierwsza od Pro Evolution Soccer 2008 gra z serii Pro Evolution Soccer bez licencji na klubowe rozgrywki pucharowe UEFA. W zamian gra uzyskała więcej licencji na poszczególne ligi (patrz podrozdział Zestawienia).

### eFootball Pro Evolution Soccer
Od 2019 roku Konami postanowiło, że gra będzie koncentrować się mocniej na trybie wieloosobowym, szczególnie pod kątem rozgrywek e-sportowych, stąd „eFootball” przed dotychczasową nazwą gry.
| Tytuł                                             | Data wydania w Europie | Data wydania w Polsce |
| ------------------------------------------------- | ---------------------- | --------------------- |
| eFootball Pro Evolution Soccer 2020               | 10 września 2019       | 10 września 2019      |
| eFootball Pro Evolution Soccer 2021 Season Update | 15 września 2020       | 15 września 2020      |
| eFootball 2022                                    | 30 września 2021       | 30 września 2021      |
| eFootball 2023                                    | 25 sierpnia 2022       | 25 sierpnia 2022      |

#### eFootball Pro Evolution Soccer 2021 Season Update
Wersja tej gry nie jest pełnoprawną kontynuacją, lecz odświeżeniem składów drużyn i lig na sezon 2020/21. Postąpiono tak ze względu na pandemię koronawirusa, przy tym zapowiadając następną wersję już na konsole nowszej generacji.
Główną zmianą w grze jest brak licencji dla drużyn z Mediolanu: A.C. Milan i Interu, która przeszła do gry FIFA 21, a pełna licencja dla Romy i Lazio.

## Możliwości gry

### Taktyka
Seria PES odznacza się dużymi możliwościami i naciskiem na taktykę. Ustawienie piłkarzy można dowolnie modyfikować, z ograniczeniami podanymi w tabeli obok. Wyznaczeniu podlegają też zadania ofensywne (dokładne wykazanie, w którą stronę dany zawodnik ma się kierować podczas ataku) oraz defensywne (3 rodzaje głębokości, na jaką ma się cofać dany zawodnik podczas obrony; mocno, normalnie i lekko). Ustawieniu podlega także indywidualne krycie, dzięki któremu gracz może wyznaczyć danemu zawodnikowi tylko jednego przeciwnika do upilnowania (dodatkowo czy krycie ma być normalne czy agresywne). Ustawionemu w danym miejscu zawodnikowi można również przydzielić odpowiednią, strategiczną rolę:
| Obrońcy: - Obrońca środkowy – ang. Central Back (CB) - Stoper (libero) – ang. Cleansweeper (CWP) - Obrońca boczny – ang. Side Back (SB) - lewy – ang. Left Back (LB) - prawy – ang. Right Back (RB) Napastnicy: - Napastnik środkowy – ang. Central Forward (CF) - Cofnięty napastnik – ang. Second Striker (SS) - Skrzydłowy – ang. Wing Forward (WF) - lewoskrzydłowy – ang. Left Wing Forward (LWF) - prawoskrzydłowy – ang. Right Wing Forward (RWF) |  | Pomocnicy: - Defensywny pomocnik – ang. Defensive Midfielder (DMF) - Cofnięty skrzydłowy – ang. Wing Back (WB) - lewy – ang. Left Wing Back (LWB) - prawy – ang. Right Wing Back (RWB) - Pomocnik boczny – ang. Side Midfielder (SMF) - lewy – ang. Left Midfielder (LMF) - prawy – ang. Right Midfielder (RMF) - Pomocnik środkowy – ang. Central Midfielder (CMF) - Pomocnik ofensywny (rozgrywający) – ang. Attacking Midfielder (Playmaker) (AMF) |

Dla osób, które nie chcą korzystać z ustawienia własnej taktyki, gra posiada również automatyczny dobór strategii.

## Zestawienia
| Wersja                           | Ligi |
| -------------------------------- | --- |
| PES 1                            | Brak, tylko pojedyncze drużyny |
| PES 2                            | Brak, tylko pojedyncze drużyny |
| PES 3                            | Brak, tylko pojedyncze drużyny |
| PES 4                            | Jedynie nazwiska i twarze: angielska \| francuska \| niemiecka Pełna licencja: hiszpańska \| włoska \| holenderska + pojedyncze drużyny |
| PES 5                            | Jedynie nazwiska i twarze: angielska \| francuska \| niemiecka Pełna licencja: hiszpańska \| włoska \| holenderska + pojedyncze drużyny |
| PES 6                            | Jedynie nazwiska i twarze: angielska Pełna licencja: hiszpańska \| włoska \| holenderska \| francuska + kilkanaście drużyn |
| PES 2008                         | Jedynie nazwiska i twarze: angielska Pełna licencja: hiszpańska \| włoska \| holenderska \| francuska + kilkanaście drużyn (w tym Wisła Kraków) |
| PES 2017                         | Jedynie nazwiska i twarze: Premier League i Championship \| Primera i Segunda División \| Serie B \| Liga portugalska Niepełna licencja: Serie A Pełna licencja: Ligue 1 \| Ligue 2 \| Eredivisie \| Liga brazylijska \| Liga argentyńska \| Liga chilijska \| + 9 drużyn z Europy (w tym 3 z Bundesligi: Bayer 04 Leverkusen, Borussia Dortmund i FC Schalke 04) oraz 28 drużyn z Azji |
| PES 2018                         | Jedynie nazwiska i twarze: Premier League (poza Arsenalem i Liverpoolem) \| Championship (poza Fulham) \| La Liga Santander (poza Barceloną, Atlético Madryt i Valencią) \| Segunda División \| Serie B \| Liga portugalska (poza FC Porto, Benficą Lizbona i Sportingiem) Niepełna licencja: Serie A Pełna licencja: Ligue 1 \| Ligue 2 \| Eredivisie \| Liga brazylijska \| Liga argentyńska \| Liga chilijska \| + 29 drużyn z Europy (w tym 3 z Bundesligi: Borussia Dortmund, FC Schalke 04 i RB Leipzig), 8 drużyn z Ameryki Południowej oraz 32 drużyny z Azji |
| PES 2019                         | Jedynie nazwiska i twarze: Premier League (poza Arsenalem i Liverpoolem) \| Championship \| La Liga (poza Barceloną) Niepełna licencja: Serie A (wszystkie kluby w pełni licencjonowane poza Juventusem) Pełna licencja: Jupiler Pro League \| Duńska Superliga \| Ligue 1 \| Ligue 2 \| Eredivisie \| Liga NOS \| Rosyjska Priemjer-Liga \| Ladbrokes Premiership \| Raiffeisen Super League \| Spor Toto Süper Lig \| Superliga Quilmes Clásica \| Campeonato Brasileiro \| Campeonato Nacional Scotiabank \| Liga Águila \| Chinese Super League \| Toyota Thai League \| + 12 drużyn z Europy (w tym 2 z Bundesligi: Bayer Leverkusen i FC Schalke 04), 3 drużyny z Ameryki Południowej i 27 drużyn z Azji |
| eFootball PES 2020               | Jedynie nazwiska i twarze: Premier League (poza Arsenalem i Manchesterem United) \| Championship \| La Liga (poza Barceloną) \| Segunda División \| Serie B Pełna licencja: Jupiler Pro League \| 3F Superliga \| Ligue 1 \| Ligue 2 \| Eredivisie \| Liga NOS \| Rosyjska Priemjer-Liga \| Ladbrokes Premiership \| Raiffeisen Super League \| Spor Toto Süper Lig \| Serie A (po aktualizacji Brescii Calcio) \| Superliga Argentina \| Campeonato Brasileiro Série A \| Campeonato Brasileiro Série B \| Campeonato AFP Planvital \| CFA Super League \| Toyota Thai League \| + 12 drużyn z Europy (w tym 3 z Bundesligi: Bayer Leverkusen, Bayern Monachium i FC Schalke 04), 4 drużyny z Ameryki Południowej i 27 drużyn z Azji |
| eFootball PES 2021 Season Update | Jedynie nazwiska i twarze: Premier League (poza Arsenalem i Manchesterem United) \| Championship \| La Liga (poza Barceloną) \| Segunda División Niepełna licencja: Serie A (wszystkie kluby w pełni licencjonowane poza Milanem i Interem) \| Serie B (wszystkie kluby w pełni licencjonowane poza Brescią) \| Liga NOS (wszystkie kluby w pełni licencjonowane poza CD Nacional) \| Campeonato Brasileiro Série A (wszystkie kluby w pełni licencjonowane poza SE Palmeiras) Pełna licencja: Jupiler Pro League \| 3F Superliga \| Ligue 1 \| Ligue 2 \| Eredivisie \| Rosyjska Priemjer-Liga \| Ladbrokes Premiership \| Raiffeisen Super League \| Spor Toto Süper Lig \| Superliga Argentina \| Campeonato Brasileiro Série B \| Campeonato AFP Planvital \| CFA Super League \| Toyota Thai League \| + 12 drużyn z Europy (w tym 3 z Bundesligi: Bayer Leverkusen, Bayern Monachium i FC Schalke 04), 4 drużyny z Ameryki Południowej i 27 drużyn z Azji |

| Wersja                           | Platforma                                                                     |
| -------------------------------- | ----------------------------------------------------------------------------- |
| PES 1                            | PlayStation \| PlayStation 2                                                  |
| PES 2                            | PlayStation \| PlayStation 2                                                  |
| PES 3                            | PC \| PlayStation 2                                                           |
| PES 4                            | PC \| PlayStation 2 \| Xbox                                                   |
| PES 5                            | PC \| PlayStation 2 \| Xbox \| PSP                                            |
| PES 6                            | PC \| PlayStation 2 \| PSP \| Nintendo DS \| Xbox 360                         |
| PES 2008                         | PC \| PlayStation 2 \| PlayStation 3 \| PSP \| Xbox 360 \| Nintendo DS \| Wii |
| PES 2017                         | PC \| PlayStation 3 \| PlayStation 4 \| Xbox 360 \| Xbox One                  |
| PES 2018                         | PC \| PlayStation 3 \| PlayStation 4 \| Xbox 360 \| Xbox One                  |
| PES 2019                         | PC \| PlayStation 4 \| Xbox One                                               |
| eFootball PES 2020               | PC \| PlayStation 4 \| Xbox One                                               |
| eFootball PES 2021 Season Update | PC \| PlayStation 4 \| Xbox One                                               |

| Wersja                           | Tryby |
| -------------------------------- | --- |
| PES 1                            | Mecz towarzyski \| Turniej dowolny \| Master League |
| PES 2                            | Mecz towarzyski \| Turniej dowolny \| Turniej Mistrzostw Świata / Europy / Azji i Oceanii / Ameryki / Afryki \| Liga \| Master League |
| PES 3                            | Mecz towarzyski \| Turniej dowolny \| Turniej Mistrzostw Świata / Europy / Azji i Oceanii / Ameryki / Afryki \| Liga \| Master League |
| PES 4                            | Mecz towarzyski \| Turniej dowolny \| Turniej Mistrzostw Świata / Europy / Azji i Oceanii / Ameryki / Afryki \| Liga \| Master League |
| PES 5                            | Mecz towarzyski \| Turniej dowolny \| Turniej Mistrzostw Świata / Europy / Azji i Oceanii / Ameryki / Afryki \| Liga \| Master League |
| PES6                             | Mecz towarzyski \| Turniej dowolny \| Turniej Mistrzostw Świata / Europy / Azji i Oceanii / Ameryki / Afryki \| Liga \| Liga Międzynarodowa \| Master League |
| PES 2008                         | Mecz towarzyski \| Turniej dowolny \| Turniej Mistrzostw Świata / Europy / Azji i Oceanii / Ameryki / Afryki \| World Tour \| Liga \| Liga Międzynarodowa \| Master League |
| PES 2017                         | Mecz towarzyski \| Mecz online \| Liga Mistrzów UEFA \| Liga Europy UEFA \| Azjatycka Liga Mistrzów \| Copa Libertadores \| Copa Sudamericana \| Turniej Mistrzostw Świata / Europy / Azji i Oceanii / Ameryki / Afryki \| Liga \| myClub \| Master League |
| PES 2018                         | Mecz towarzyski/ Dowolny mecz \| Mecz online (1 vs. 1 lub 3 vs. 3 – online co-op) \| Liga Mistrzów UEFA \| Liga Europy UEFA \| Azjatycka Liga Mistrzów \| Copa Libertadores (nielicencjonowane) \| Turniej Mistrzostw Świata / Europy / Azji i Oceanii / Ameryki / Afryki \| Liga \| myClub \| Master League                                                                                     |
| PES 2019                         | Mecz towarzyski/ Dowolny mecz\| Mecz online (1 vs. 1 lub 3 vs. 3 – online co-op) \| Liga Mistrzów UEFA (nielicencjonowana) \| Liga Europy UEFA (nielicencjonowana) \| Azjatycka Liga Mistrzów \| Copa Libertadores (nielicencjonowane) \| Turniej Mistrzostw Świata / Europy / Azji i Oceanii / Ameryki / Afryki \| Liga \| myClub \| Master League                                              |
| eFootball PES 2020               | Mecz towarzyski/ Dowolny mecz\| Mecz online (1 vs. 1 lub 3 vs. 3 – online co-op) \| Liga Mistrzów UEFA (nielicencjonowana) \| Liga Europy UEFA (nielicencjonowana) \| Azjatycka Liga Mistrzów \| Copa Libertadores (nielicencjonowane) \| Turniej Mistrzostw Świata / Europy (w pełni licencjonowany jako UEFA EURO 2020) / Azji i Oceanii / Ameryki / Afryki \| Liga \| myClub \| Master League |
| eFootball PES 2021 Season Update | Mecz towarzyski/ Dowolny mecz\| Mecz online (1 vs. 1 lub 3 vs. 3 – online co-op) \| Liga Mistrzów UEFA (nielicencjonowana) \| Liga Europy UEFA (nielicencjonowana) \| Azjatycka Liga Mistrzów \| Copa Libertadores (nielicencjonowane) \| Turniej Mistrzostw Świata / Europy (w pełni licencjonowany jako UEFA EURO 2020) / Azji i Oceanii / Ameryki / Afryki \| Liga \| myClub \| Master League |

## Sprzedaż
Sprzedaż gier z serii PES od momentu wkroczenia na rynek komputerów osobistych wciąż wzrasta. PES6 uzyskał w Wielkiej Brytanii sprzedaż miliona kopii o 9 tygodni szybciej niż jego poprzednik, zaś w całej Europie, w pierwszym weekendzie po premierze było to już 3 miliony sztuk.